# Cyclocarcina
Genre
Synonymes
- Sunitorypha Komatsu, 1960

Cyclocarcina est un genre d'araignées aranéomorphes de la famille des Nesticidae.

## Distribution
Les espèces de ce genre sont endémiques du Japon.

## Liste des espèces
Selon World Spider Catalog (version 24.5, 19/09/2023) :
- Cyclocarcina floronoides Kishida, 1942
- Cyclocarcina linyphoides (Komatsu, 1960)

## Systématique et taxinomie
Ce genre a été décrit par Kishida en 1942 dans les Linyphiidae. Il est placé en synonymie avec Nesticus par Yaginuma en 1960. Il est relevé de synonymie par Lehtinen et Saaristo en 1980.
Sunitorypha a été placé en synonymie par Lehtinen et Saaristo en 1980.

## Publication originale
- Komatsu, 1942 : « 最勝洞産蜘蛛 (Spiders from Saisho-do caves). » Acta Arachnologica, vol. 7, no 2, p. 54-70.